# Айк Нвачукву
Айк Омар Санда Нвачукву (1 вересня 1940, Порт-Харкорт) — колишній генерал-міністр Нігерії та політичний діяч. Міністр закордонних справ Нігерії (1987—1989) та (1990—1993).

## Життєпис
Народився 1 вересня 1940 року в Порт-Харкорті. Закінчив офіцерську підготовку в армії і спочатку командував Армійською піхотною школою у 1979 році, а потім був начальником військової поліції між 1979 і 1984 роками. У 1984 році він став спадкоємцем Сама Мбакве на посаді губернатора штату Імо і залишався на цій посаді до 1985 року, після чого його замінив Еллісон Мадеуке. Потім був генеральним ад'юнктом з 1985 по 1986 рік.
Під час перебування на посаді президента Ібрагіма Бабангіди, Нвачукву спочатку обіймав посаду міністра зайнятості, праці та продуктивності праці між 1986 та 1987 роками, а потім у грудні 1987 року обіймав посаду міністра закордонних справ, поки його не замінив Рільвану Лукман у грудні 1989 року. Під час перебування на посаді в 1988 році він брав участь у засіданні міністрів закордонних справ Співдружності Націй у Лусаці. Потім він працював генеральним офіцером командування 1-ї дивізії в період з січня по вересень 1990 року. У вересні 1990 року він знову зайняв посаду міністра закордонних справ від Лукмана і обійняв її до січня 1993 року, після чого Метью Мбу став його наступником.
У травні 1999 року Нвачуква став членом Сенату і представляв інтереси Північної Імо до травня 2003 року. Також був членом ради директорів університету Усман-дан-Фодіо в Сокото.